# Maximilien Vilain de Gand
Maximilien Vilain de Gand, né en 1530 à Gand, est gouverneur de la Flandre française, capitaine général des villes et châtellenies de Lille, Orchies, et Douai en 1566. Gouverneur d'Artois, conseiller du roi Philippe II d'Espagne au Conseil d'État en 1576.
Il est aussi Baron de Rasseghem ou Rassenghien (Ressegem) et d'Hem ; franc seigneur de Sint Jansteen, seigneur de Kalken, Sailly, Lichtervelde, Wetteren, Ysenghien, Englos, Lomme et Hem, souverain bailli des villes d'Alost et de Grammont.
Il est collateur héréditaire des offices et bénéfices d'Assenede .

## Biographie
Maximilien Vilain était fils d'Adrien III  Vilain de Gand; vice amiral de Flandre puis Amiral de la Mer de Flandres, mort  en 1532 et de Marguerite de Stavele, dame d'Isenghien, de Emelghem, de Haverskerque et Estaires et  petit-fils de Marie de Cuinghien,,, alias de Courtrai.
En 1561 il est souverain-bailli des villes d'Alost et Grammont puis en 1564 gouverneur de la Flandre française. En 1576, outre l'accession au Conseil d'État de Philippe II  il est chef des Finances aux Pays-Bas Espagnols. Il sera également 1er Commissaire au renouvellement des Lois de Flandre et commande une armée de 1200 hommes de pied.
Maximilien Vilain sera arrêté en 1577 par ordre d'Hembyse et de Ryhove. Leur évasion qui fut funeste à la plupart d'entre eux réussit au seigneur de Rassenghien .
Il épouse en 1559 Philippine de Jauche de Mastaing , dame de Masmines et Westrem, fille de Gabriel de Jauche, seigneur de Mastaing, Herinès, Comte de Lierde , capitaine d'une compagnie d'ordonnance sous Charles Quint  et de Catherine de Lannoy  (cf Maison de Lannoy) et aura onze enfants dont le 5e Maximilien de Gand dit Vilain qui sera évêque de Tournai mort à 74 ans le 27 novembre 1644.
Sincèrement attaché à la religion catholique, il ne put servir longtemps les intérêts des Mécontents dont il avait embrassé la cause et rentra sous l'obéissance de l'Espagne. Philippe II voulant le récompenser de ses nombreux et signalés services érigea sa terre d'Ysenghien (Baronnie, Pairie et Seigneurie) en comté par lettres patentes de Lisbonne du 19 mai 1582 enregistrées à la Cour des Comptes de Lille le 30 mars 1583. La terre d'Ysenghien située dans la châtellenie de Courtrai, est érigée en comté avec adjonction des terres de Belleghem et d'Herdèche.
Il est mort en 1588.